# Lago Missoula
Il lago Missoula o lago glaciale Missoula (in inglese Glacial Lake Missoula) fu un lago proglaciale preistorico che occupò parte del territorio dell'attuale Montana occidentale (Stati Uniti d'America), esistito in forma intermittente alla fine dell'ultima era glaciale fra 15 000 e 13 000 anni fa. Era caratterizzato da una superficie di circa 7 770 km² ed una portata di circa 2 100 km³ d'acqua, pari a metà del volume del lago Michigan.

## Voci correlate

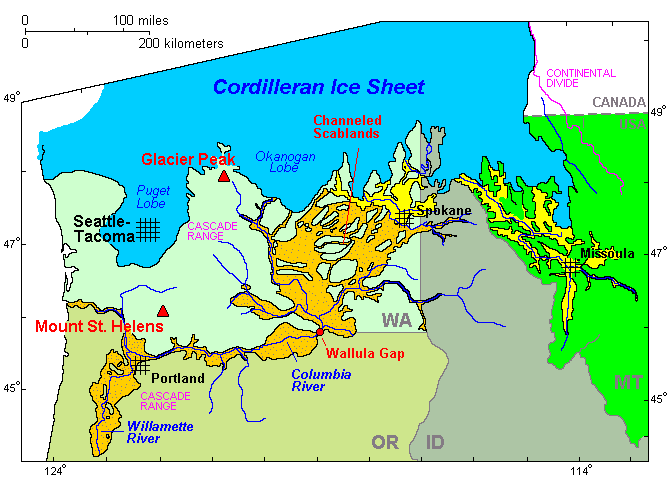
Calotta glaciale della Cordigliera
massima estensione del Lago Missoula (orientale) e del lago Columbia (occidentale)
aree investite dalle inondazioni del Missoula e del Columbia

## Descrizione
Il lago si era originato per effetto di una diga glaciale sul fiume Clark Fork, formata dallo sconfinamento meridionale di una lingua della calotta glaciale della Cordigliera dentro la zona nord-occidentale dell'Idaho chiamata il "Manico di padella dell'Idaho" (Idaho Panhandle, presso l'attuale località di Clark Fork all'estremità orientale del Lago Pend Oreille). La diga glaciale era alta normalmente quasi 610 m, inondando le vallate del Montana occidentale, approssimativamente 320 km in direzione est. Si trattava del più vasto lago conosciuto formato da una diga glaciale.
Il periodico cedimento della diga glaciale diede luogo alle cataclismatiche inondazioni di Missoula, che per quasi 40 volte in un intervallo di 2 000 anni si propagarono attraverso la regione di Eastern Washington (la zona dello Stato di Washington ad est della catena delle Cascate) e lungo la gola del fiume Columbia. L'effetto cumulativo delle inondazioni fu di scavare 210 km³ di materiale (löss, sedimento e basalto) dalle terre erosive di Eastern Washington (le cosiddette Channeled Scablands), trasportandolo poi fino a valle. La caratteristica saliente di queste inondazioni è di aver prodotto canyon e altre grandi formazioni geologiche attraverso cataclismi piuttosto che mediante processi graduali.